# Banjarsari (Sukatani)
Banjarsari is een bestuurslaag in het regentschap Bekasi van de provincie West-Java, Indonesië. Banjarsari telt 8789 inwoners (volkstelling 2010).